# Buschi Niebergall

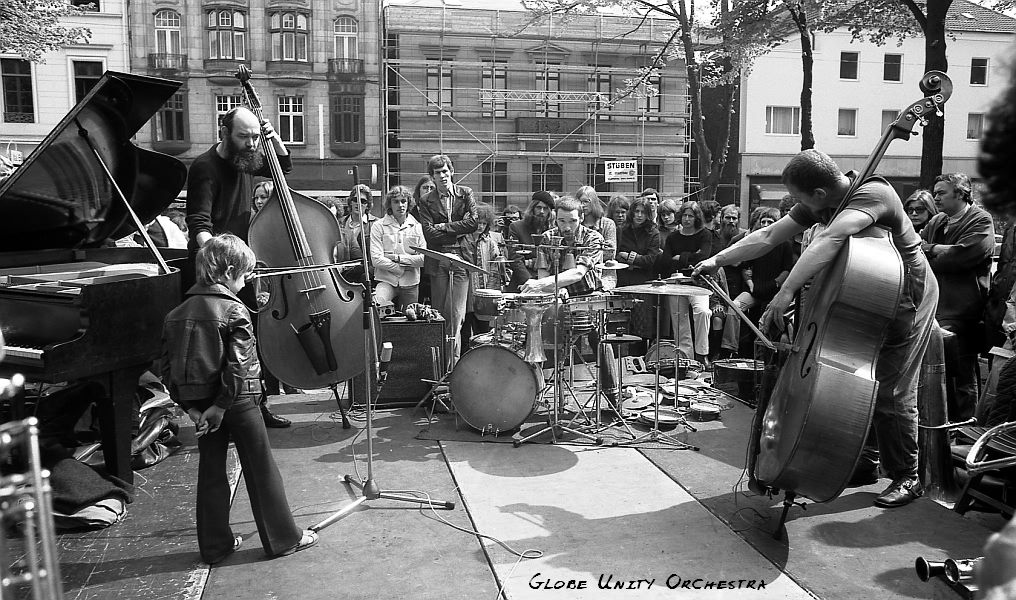
Buschi Niebergall (links, in der „Rhythmusgruppe“ des Globe Unity Orchestra, 1976)

Johannes „Buschi“ Niebergall, eigentlich Hans-Helmut Niebergall (* 18. Juli 1938 in Marburg; † 9. Januar 1990 in Frankfurt am Main) war ein deutscher Musiker. Er war Kontrabassist und Mitbegründer einiger maßgeblicher Free-Jazz-Formationen Deutschlands in der Mitte der 1960er-Jahre, die die ersten Schritte zu einem eigenständigen europäischen Free Jazz wagten. Außerdem gehörte er zu den ersten Bassisten in Europa, die frei improvisierte Musik spielten.

## Leben und Wirken
Niebergall stammt aus einer Theologenfamilie; Vater Alfred und Großvater Friedrich Niebergall waren Theologieprofessoren. Über Radiosendungen entdeckte er den Jazz und spielte zunächst als Gitarrist ohne Ausbildung in Schülerbands. 1956 wechselte er zum Bass. Niebergall studierte in Köln zunächst Medizin, lässt sich aber immer mehr auf den Jazz ein. Einen ersten professionellen Job findet er bei Klaus Doldinger, um dann in München bei Joe Haider zu spielen. Nach Engagements in Barcelona und dem Beginn eines Psychologiestudiums wirkte er 1964 bei Gunter Hampels Platte Heartplants und bei Manfred Schoofs Voices mit. Zudem arbeitete er mit den meisten der bedeutenden freien Improvisatoren seiner Generation zusammen, u. a. mit Peter Brötzmann, Don Cherry, Marion Brown (Gesprächsfetzen), Alfred Harth, Evan Parker, Alexander von Schlippenbach, Irène Schweizer, John Tchicai und seit der Gründung 1966 mit dem Globe Unity Orchestra. Von 1971 bis 1977 gehörte er zum Quintett bzw. Quartett von Albert Mangelsdorff und bildete dann ein Trio mit Michel Pilz und Uwe Schmitt. Ab etwa 1980 lebte er zurückgezogen in Frankfurt a. M., widmete sich dem Keramik-Handwerk und gab nur noch gelegentlich Konzerte, häufig in Jazz & Lyrik-Projekten im Duo mit dem Schlagzeuger Bülent Ateş.

## Diskografie (Auszug)
- mit Gunter Hampel: Heartplants (Gunter Hampel (saxes, bcl, fl, vibes), Manfred Schoof (tp, flh), Alexander von Schlippenbach (p), Buschi Niebergall (b), Pierre Courbois (dr) 1964. MPS 10526)
- mit dem Manfred Schoof Quintet: Voices (Manfred Schoof (tp, cornet); Gerd Dudek (ts); Alexander von Schlippenbach (p); Buschi Niebergall (b); Jacki Liebezeit (d) 1966)
- mit dem Manfred Schoof Quintet: The Early Quintet (Manfred Schoof (tp); Gerd Dudek (ts); Alexander von Schlippenbach (p); Buschi Niebergall (b); Jacki Liebezeit (d) 1966. FMP 0540)
- mit Peter Brötzmann: Machine Gun (Peter Brötzmann (ts, bs); Willem Breuker (ts); Evan Parker (ts); Fred Van Hove (p); Peter Kowald (b); Buschi Niebergall (b); Han Bennink (d); Sven-Åke Johansson (d). 1968, FMP 0090)
- mit dem Manfred Schoof Orchestra: European Echoes (Enrico Rava (tp); Manfred Schoof (tp); Hugh Steinmetz (tp); Peter Brötzmann (ts); Gerd Dudek (ts); Evan Parker (ss); Paul Rutherford (tb); Derek Bailey: (g); Fred Van Hove (p); Alexander von Schlippenbach (p); Irène Schweizer (p); Arjen Gorter (b); Peter Kowald (b); Buschi Niebergall (b); Han Bennink (d); Pierre Favre (d). Juni 1969, Bremen. FMP 0010)
- mit dem Albert Mangelsdorff Quintet: Birds Of Underground (Albert Mangelsdorff (tb); Heinz Sauer (as, ts); Gerd Dudek (ts, ss, fl); Buschi Niebergall (b); Peter Giger (d), 1972, MPS)
- mit dem Globe Unity Orchestra: Pearls (Manfred Schoof (tp); Enrico Rava (tp); Kenny Wheeler (tp); Anthony Braxton (as, cl); Peter Brötzmann (reeds); Rüdiger Carl (as, ts); Gerd Dudek (ss, ts); Evan Parker (ss, ts); Michel Pilz (bcl); Günter Christmann (tb); Albert Mangelsdorff (tb); Paul Rutherford (tb); Alexander von Schlippenbach (p); Peter Kowald (b, tuba); Buschi Niebergall (b); Paul Lovens (d) November 25-26, 1975, Südwestfunk Studios, Baden-Baden. FMP 0380
- Pilz/Niebergall/Schmitt: Celeste (Michel Pilz (bcl), Buschi Niebergall (b), Uwe Schmitt (d) 1978, Trion)
- mit dem Michael Sell Contemporary Music Ensemble: Innovationen für 10 Instrumente (Manfred Niehaus (viola); Bernd Konrad (bcl,cbcl,sax); Willem van Manen (tb); Michael Sell (tp); Hans-Peter Jahn (cello); Theo Jörgensmann (cl); Buschi Niebergall (b); Georg Strüber (b); Hildegard Butscher (viol); Frank Köllges (dr), 1980 Köln, Misp records 506)